# Sphyraena olisiponensis
Espèce
Sphyraena olisiponensis est une espèce éteinte de poissons de la famille des Sphyraenidae (barracudas).

## Description
Ses restes fossilisés sont présents dans les faluns de Bretagne, d'âge Miocène. Ils sont caractérisés par des dents antérieures, aplatie latéralement, au tranchant aigu et courbé.

## Sources
- M.T. Antunes, S. Jonet, A. Nascimento. 1981. Vertébrés (crocodiliens, poissons) du miocène marin de l'algarve occidentale.
- Valentin Prugneaux, Etude du site de la Hazardière, Le Quiou, Côtes d'Armor, France, 2014. Bulletin de la Société géologique et minéralogique de Bretagne. Société géologique et minéralogique de Bretagne.